# Коган, Нина Иосифовна
Ни́на Ио́сифовна (О́сиповна) Ко́ган (25 марта [6 апреля] 1889, Москва — 1942[…], Ленинград) — русская и советская художница.

## Биография

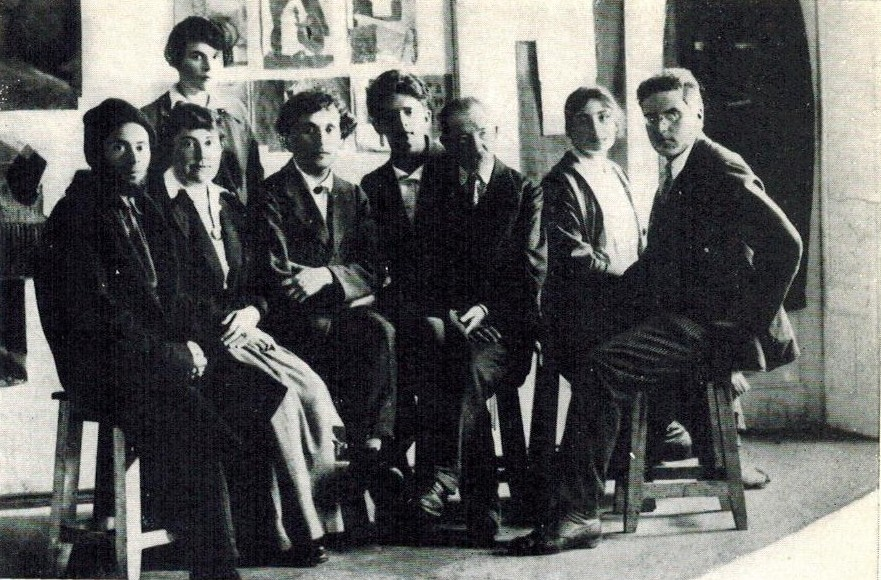
Преподаватели Народного художественного училища. Витебск, 26 июля 1919 года. Сидят слева направо: Эль Лисицкий, Вера Ермолаева, Марк Шагал, Давид Якерсон, Юдель Пэн, Нина Коган, Александр Ромм. Стоит делопроизводительница училища

Родилась в 1889 году в Москве, в еврейской семье. Отец художницы, Иосиф Михайлович Коган (?—1923, Коломна), был действительным статским советником, служил военным врачом. В 1900 году мать вторично вышла замуж и поселилась с дочерьми в Санкт-Петербурге.
В 1905 году окончила Екатерининский институт благородных девиц в Санкт-Петербурге. В 1905—1908 годах училась в Рисовальной школе Императорского общества поощрения художеств у Альфреда Эберлинга и Аркадия Рылова. В 1908—1911 годах училась у Яна Ционглинского, где познакомилась с Веры Хлебниковой и Льва Бруни.
С 1 июля 1911 по 16 марта 1913 года вольнослушателем посещала Московское училище живописи, ваяния и зодчества (МУЖВЗ). Не окончила обучение.
В 1913 году вернулась в Петербург; с 1913 по 1919 год работала учительницей рисования в гимназии. Жила с матерью, Марией Иосифовной Коган (?—1937), и сестрой Татьяной на Николаевской улице, дом № 42, кв. 3.
В 1915 году познакомилась с Петром Митуричем; дружбу с которым сохранила до конца жизни; состояла с ним в переписке. В 1917 году входила в общества «Мастерская Я. Ф. Ционглинского», «Свободная мастерская», работала с Обществом охраны памятников старины.
В 1918 году на несколько месяцев была привлечена Верой Ермолаевой к работе в отделе «Искусство в жизни города», в Музее города в Петрограде. С помощью Н. И. Коган и Н. И. Любавиной Ермолаева собрала уникальную коллекцию живописных вывесок, сохранив этот редкий вид городского примитива.
В марте 1919 года по назначению отдела ИЗО Наркомпроса приехала в Витебск, где преподавала в Народной художественной школе (затем Витебском художественно-практическом институте) курс пропедевтики. Наряду с Верой Ермолаевой и Казимиром Малевичем была членом творкома УНОВИСа.
Постановщик «Супрематического балета». Балет был показан, единственный раз, в Витебске, 6 февраля 1920 г., в один день с оперой «Победа над солнцем» в постановке В. Ермолаевой. Автор статьи «О супрематическом балете» для машинописного «Альманаха УНОВИС» № 1.
В 1922 году вышла замуж за художника Анатолия Александровича Борисова (1897—1935).
С 1 августа 1922 года, на протяжении 1922—1923 годов, была консультантом Музея живописной культуры в Москве; занималась экспозиционными планами музея, проводила лекции и доклады, разрабатывала систему развески произведений.
C 1926 по 1942 год жила и работала в Ленинграде, по адресу: ул. Марата, д. 42, кв. 3.
В 1926 году работала над оформлением выставок в Выборгском ДК и в Музее революции.
В 1927 году принимала участие в подготовке выставки новейших течений в Русском музее.
После Витебска супрематизмом больше не занималась; работы конца 1920-х — начала 1930-х созданы в реалистической манере. Из них
известны и сохранились рисунки и акварели: карандашный портрет Л.Степановой (жены литературоведа Н.Степанова, занимавшегося изданием сочинений Хлебникова; частное собрание), несколько карандашных и тушевых портретов А.Ахматовой (РГАЛИ, Музей Анны Ахматовой в Фонтанном доме, Государственный Литературный музей), карандашный портрет Иры Пуниной (1927, частное собрание), «Голова зайца» (1928, Гос. Музей «Царскосельская коллекция»), «Маляр» (1927, ГРМ) «Мальчик у окна» (1928, ГРМ), Портрет художника А. Борисова (до 1928, ГРМ), Портрет В. Ермолаевой (1934, ГРМ; на обороте ‒ портрет неустановленного лица, предположительно, О. Бонч-Осмоловской).
С 1928 г. начала работу у Владимира Лебедева в Детгизе.
Иллюстрировала детские книги, в основном, о жизни животных.
В конце 1920-х годов познакомилась с Анной Ахматовой, сделала несколько её портретных рисунков, в том числе силуэтный портрет. Утверждается, что Ахматова высоко ценила свои портреты, сделанные Коган.
В 1932 году вступила в члены секции графики Ленинградского отделения Союза советских художников (ЛОССХ).
25 декабря 1934 года была арестована по делу группы живописно-пластического реализма, вместе с В. Стерлиговым, Л. С. Гальпериным, М. Б. Казанской и В. М. Ермолаевой. 13 марта 1935 года следствие в отношении Н. Коган было прекращено.
В второй половине 1930-х гг. преподавала в детской художественной студии Нарвского района. В 1938 году принимала участие в Выставке работ женщин-художниц в Ленинграде и в Выставке ленинградских художников в Киеве. В 1940 году принимала участие в Шестой выставке произведений художников Ленинграда, в выставке художников периферии в Москве. В апреле-июне 1941 года участвовала в Седьмой выставке произведений художников Ленинграда.
После начала войны осталась в осаждённом городе. Умерла от заражения крови в отмороженной руке в блокадном Ленинграде в начале 1942 года.
В 1980-е годы на арт-рынке появилось большое количество супрематических работ, автором которых значилась Н. Коган. «Нина Коган… вошла в историю искусства как автор единственного произведения — „Супрематического балета“, поставленного в 1920 г. в Витебске. Недостаток документальных сведений, репутация ученицы Малевича и при этом интригующее отсутствие супрематических произведений сделали её имя объектом… научных и художественных подтасовок спекуляций, появлялись … приписываемые ей супрематические картины».

## Семья
- Отчим (с 1900 года) — Леопольд Феликсович Бацевич (1849—1926), горный инженер и геолог, автор ряда публикаций в области горного дела.
- Двоюродная сестра — Людмила Александровна Мерварт (1888—1965), лингвист и этнограф, востоковед.